# مؤشر قيمة الأهمية (علم البيئة)
مؤشر قيمة الأهمية (بالإنجليزية: Importance Value Index)‏ في علم البيئة، هو مقياس لمدى سيطرة نوع ما في نظام بيئي معين.